# J. W. Utermöhle
La J. W. Utermöhle GmbH fu un costruttore tedesco di carrozzerie e automobili.

## Storia
L'azienda iniziò la produzione nel 1900 di cocchi e carrozzerie. La sede fu in Heliosstraße a Colonia. Nel 1903 iniziò la produzione di automobili. Il marchio fu Utermöhle. Nel 1905 la stessa cessò. Nel 1908 venne creata anche una filiale sulla grande Frankfurter Straße 137 a Berlino. La società venne acquisita nel 1913 da Karl Deutsch e rinominata Westdeutsches Karosseriewerk. Nel 1916 rifondata come Karl Deutsch GmbH.

## Autoveicoli
La società produsse solo un modello. Per la propulsione venne usato un motore quattro cilindri da 16 HP. Propulsore dato dalla Peugeot.

## Carrozzerie
Carrozzerie vennero create per Horch e Deutz.